# 웨딩 크래셔
《웨딩 크래셔》(영어: Wedding Crashers)는 2005년 개봉한 미국의 로맨틱 코미디 영화이다. 데이비드 돕킨이 감독하고 스티브 페이버와 밥 피셔가 각본을 썼다. 오언 윌슨, 빈스 본, 크리스토퍼 워컨, 레이철 매캐덤스, 아일라 피셔, 브래들리 쿠퍼, 제인 시모어가 앙상블 캐스트로 출연하였으며, 윌 페럴이 카메오 출연하였다.
이 영화는 2005년 7월 15일, 뉴 라인 시네마 배급으로 개봉하여 4,000만 달러의 제작비 예산으로 전 세계에서 2억 8,850만 달러의 수익을 벌어 들이며 박스 오피스에서 성공을 거두었으며 평단의 호평도 받아 R등급 코미디물의 인기가 높아지는 데 영향을 주었다.

## 줄거리
워싱턴 D.C.에 사는 제러미(빈스 본 분), 존(오언 윌슨 분)은 본업인 이혼 조정 전문 변호사 일보다 결혼식장에 놀러다니는 일에 더 바쁘다. 어느 날은 랍비들과, 어느 날은 차이나타운의 상인들과, 또 어느 날은 이슬람 신도들과, 또 다른 날에는 인도 전통 결혼식장에서 즐겁게 논다. 물론 초청 받은 적은 단 한 번도 없지만, 뒤풀이의 모든 주도권은 그들에게 있다.
그러려면 단순히 거짓말만 잘해선 안된다. 하객들 가운데 그 누구도 제러미와 존을 잘 알지 못하는 상황을 돌파하려면, ‘저런 유쾌한 젊은이가 내 주변에 있다면….’하는 막연한 기대감까지 채워줘야 한다. 또한 춤과 노래와 유머, 시쳇말로 멋드러진 개인기를 단련해야 한다.
그런 이들이 눈독을 들인 결혼식이 있다. 바로 차기 대권을 노리는 유력 정치인이자 재무장관인 윌리엄(크리스토퍼 워컨 분)의 맏딸 결혼식. 이거야말로 ‘대박’ 결혼식이라는 생각에 당장 달려가는데 그만 존은 둘째 딸 클레어(레이철 매캐덤스 분)에게 확 꽂혀버린다. 존은 호랑이 소굴이나 다름없는 윌리엄의 메릴랜드 별장에까지 어찌저찌 따라가게 되는데, 여기서부터 일이 꼬인다. 클레어에게는 마초 기질이 넘치는 약혼자가 있는 데다가 놀랍게도 윌리엄의 아내 캐슬린은 중년 부인다운 노골적인 태도로 되레 존을 유혹한다. 제러미에게도 불행은 어김없다. 색광 같은 셋째 딸 글로리아가 들러붙더니 한술 더 떠서 막내아들 토드까지 스토커 기질을 보이며 그를 따라다닌다.
과연 이들은 무사히 빠져나올 수 있을까. 거기에다 클레어의 사랑까지 얻을 수 있을까.

## 출연
- 오언 윌슨 - 존 벡위스 역
- 빈스 본 - 제러미 그레이 역
- 크리스토퍼 워컨 - 재무 장관 윌리엄 클리리 역
- 레이철 매캐덤스 - 클레어 클리리 역
- 아일라 피셔 - 글로리아 클리리 역
- 제인 시모어 - 캐슬린 "키티 캣" 클리리 역
- 엘런 앨버티니 다우 - "할머니" 메리 클리리 역
- 키어 오도널 - 토드 클리리 역
- 브래들리 쿠퍼 - 색 로지 역
- 헨리 깁슨 - 오닐 신부 역
- 론 캐나다 - 랜돌프, 클리리가의 자메이카인 집사 역
- 드와이트 요컴, 리베카 더모네이 - 영화가 시작되는 조정 장면에서의 크루거 부부 역
- 제니 올던 - 크리스티나 클리리 역
- 윌 페럴 - 채즈 라인홀드 역 (크레디트 미기재)
- 디오라 베어드 - 비비언 역
- 캐스린 주스턴 - 라인홀드 부인 역

애리조나주 상원 의원이자 2008년 공화당 대통령 후보인 존 매케인과 민주당원이자 CNN 토론자 제임스 카빌이 재무 장관의 딸 결혼식 장면에서 그들을 축복하는 장면으로 짧은 카메오 출연을 하였다.

## 우리말 녹음
KBS 성우진 (2007년 3월 24일)
- 이재용 - 제러미(빈스 본)
- 김승준 - 존(오언 윌슨)
- 문선희 - 클레어(레이철 매캐덤스)
- 유강진 - 클리리 장관(크리스토퍼 워컨)
- 장유진 - 캐슬린 클리리(제인 시모어)
- 나수란 - 할머니(엘런 앨버티니 다우)
- 은미 - 글로리아(아일라 피셔)
- 사성웅 - 토드(키어 오도널)
- 위훈 - 색(브래들리 쿠퍼)
- 김창주 - 오닐 신부(헨리 깁슨)
- 이장원 - 채즈(윌 페럴) / 크루거(드와이트 요컴)
- 윤동기 - 트랩(데이비드 콘래드) / 크루거의 변호사(제임스 맥도널)
- 임주현 - 크루거의 아내(리베카 더모네이)
- 전숙경 - 재니스(스테퍼니 네빈)
- 서지연 - 여성(이바나 파이어스톤)